# Karl Eduard von Schnitzler
Pour les articles homonymes, voir Schnitzler.
Karl-Eduard Richard Arthur von Schnitzler (né le 28 avril 1918 à Dahlem, mort le 20 septembre 2001 à Zeuthen) est un journaliste, commentateur en chef de la télévision est-allemande et présentateur de l'émission Der schwarze Kanal.

## Biographie

### Jeunesse et études
Karl-Eduard von Schnitzler naquit le 28 avril 1918 à Berlin et était le plus jeune fils du conseiller de légation Julius Eduard von Schnitzler. Son père travaillait depuis 1898 en tant que vice-consul à Shanghai et fut anobli le 20 septembre 1913. Sa mère était Margarethe von Schnitzler, née Gillett. Il avait comme cousin Georg von Schnitzler, directeur commercial d'IG Farben, ainsi que l'ambassadeur Herbert von Dirksen. Il était aussi par alliance parent avec le financier Kurt von Schröder.
En 1932, il entra dans la jeunesse ouvrière socialiste (Sozialistische Arbeiter-Jugend (SAJ)) et commença à s'intéresser au communisme. Après avoir passé son baccalauréat au Friedenauer Gymnasium (aujourd'hui Friedrich-Bergius-Oberschule), von Schnitzler commença en 1937 à étudier la médecine à Fribourg mais arrêta et commença des études de commerce à Cologne. Il épousa le 29 février 1940 Marlis Hoeres avec laquelle il aura un fils, Stephan.
De 1939 à 1940, von Schnitzler fut soldat. En juin 1944, il fut prisonnier de guerre par les Britanniques et travailla dorénavant en tant que propagandiste du ministère de l'information dans la rédaction de l'émission quotidienne de la BBC Ici parlent des prisonniers de guerre allemands à la Patrie (Hier sprechen deutsche Kriegsgefangene zur Heimat).

### Journaliste en zone occidentale
Quand il fut libéré en 1945, il devint animateur radio au Nordwestdeutscher Rundfunk Köln (NWDR) de la zone d'occupation britannique. À partir du 1er janvier 1946, il exerça la fonction d'intendant du département politique de cette même radio.

### Journaliste en RDA
En 1947, von Schnitzler fut licencié pour motifs politiques et passa en zone d'occupation soviétique où il travailla à la Berliner Rundfunk ainsi qu'au Deutschlandsender. Il entra en 1948 au SED. En 1952, il fut directeur du groupe d'animateurs du comité radiophonique d'État et plus tard, présentateur en chef de la télévision est-allemande.
À partir du 21 mars 1960, il présenta la première de son émission de propagande Der schwarze Kanal dans laquelle il commentait des extraits de films ouest-allemands dans le sens de la politique officielle de la RDA. Son concurrent de l'Ouest était le journaliste Gerhard Löwenthal qui, dans son émission ZDF-Magazin, dénonçait les violations des droits de l'homme en RDA. 
Von Schnitzler était considéré comme un communiste pur et dur et fut surnommé « Sudel-Ede, » (saleté d'Ed) par la population en raison de ses reportages et argumentations partiaux. D'après les déclarations de von Schnitzler, « Sudel-Ede » ne faisait pas partie du langage populaire mais était une invention du Rundfunk im amerikanischen Sektor (RIAS, la radio du secteur américain). Il avait aussi pour surnom Karl-Eduard von Schni (aussi Karl-Ed ou Karl-Eduard Vonsch), car les téléspectateurs changeaient soi-disant rapidement de chaîne avant la fin de l'annonce de son nom. En 1978, il fut membre du conseil d'administration centrale de la Société pour l'amitié germano-soviétique (Gesellschaft für Deutsch-Sowjetische Freundschaft).
Le 30 octobre 1989, la télévision d'Allemagne de l'Est décida de mettre un terme à Der schwarze Kanal. Von Schnitzler s'en alla sur ces mots :
« C'est dans ce sens que je vais continuer mon travail en tant que communiste et journaliste pour la seule alternative au capitalisme inhumain, en tant qu'arme dans la lutte des classes à l'encouragement et à la défense de ma patrie socialiste. Et c'est dans ce sens, chères téléspectatrices et chers téléspectateurs, chers camarades, que je vous dis au revoir. »
En 1990, le PDS (Partei des Demokratischen Sozialismus, Parti du socialisme démocratique) engagea une procédure contre von Schnitzler. Après l'effondrement de la RDA, von Schnitzler déclara au magazine télévisé Spiegel-TV :
« Dieu merci […] nous avons construit le mur, c'était totalement juste »
Dans la suite de l'entretien, il désigne le mur de Berlin comme une construction salutaire.
À côté de ses activités télévisuelles, von Schnitzler a aussi tourné bon nombre de documentaires. Pour plusieurs de ses œuvres, il lui fut reproché dans une enquête menée par des chercheurs en média de l'université de Leipzig d'avoir défendu ses thèses avec du matériel manipulé.
De son mariage avec la comédienne Inge Keller naquit sa fille Barbara Schnitzler qui devint comédienne comme sa mère. Sa fille Karin travaille depuis quelques années pour la ZDF dans le domaine de la formation de journalistes.
Karl-Eduard von Schnitzler mourut à l'âge de 83 ans à Zeuthen des suites d'une pneumonie.

### Distinctions
Von Schnitzler fut décoré en 1955 de la médaille Ernst-Moritz-Arndt, en 1956 du prix national de la RDA seconde classe, en 1964 de l'ordre du Mérite patriotique (bronze), en 1968 de la Bannière du Travail, en 1978 de l'ordre du Mérite patriotique (or) et en 1988 de l'ordre de Karl-Marx.

## Ouvrages
- Deutschland und die Welt. Kommentare 1948 bis 1955. Verlag der Nation, Berlin 1955
- Fernsehpublizistik – ein Genre des Dokumentarfilms. In: Dokumentaristen der Welt. Selbstzeugnisse, Henschelverlag, Berlin 1982, S. 314–319
- Meine Schlösser oder Wie ich mein Vaterland fand. Verlag Neues Leben, Berlin 1989.  (ISBN 3-355-00971-7)
- Der rote Kanal. Armes Deutschland. Édition Nautilus, Hamburg 1992.  (ISBN 3-89401-211-0)
- Provokationen. Édition Nautilus, Hamburg 1998.  (ISBN 3-89401-225-0)
- Meine Filmkritiken 1955–1960. Eine Auswahl. Mit einem Vorwort des Autors Kunst ist Waffe! vom 7. Oktober 1999. Nordost-Verlag W. Metzger, Berlin 1999.  (ISBN 3-00-005190-2)
- Frühe Denkanstöße. Fundsachen aus dem Archiv K.-E. v. Schnitzler. Erste Rundfunkkommentare 1944–1947 (über BBC London und NWDR Köln). Zusammengestellt und mit einem Vorwort von Heinz Grote. NORA-Verlag, Berlin 2008.  (ISBN 978-3-86557-142-7)

## Ouvrages sur le sujet
- Kathrin Gerlof: Gegenspieler: Gerhard Löwenthal, Karl-Eduard von Schnitzler. Fischer Taschenbuch, Frankfurt am Main 1999,  (ISBN 3596141834)
- Tilo Prase, Judith Kretzschmar: Propagandist und Heimatfilmer. Die Dokumentarfilme des Karl-Eduard von Schnitzler; Schriftenreihe: MAZ 10 – Materialien, Analysen, Zusammenhänge / DFG-Forschergruppe „Programmgeschichte des DDR-Fernsehens – Komparativ“[6]; Universitätsverlag Leipzig 2003.  (ISBN 3-937209-28-X)